# Анемари Зелинко
Анемари Зелинко (на немски: Annemarie Selinko) е австрийска журналистка и писателка на произведения в жанра драма и исторически роман, едни от бестселърите на немски език от 30-те до 50-те години.

## Биография и творчество
Анемари Зелинко е родена на 1 септември 1914 г. във Виена, Австрия, в еврейско семейство. Баща ѝ е един от тримата акционери в компанията за модни стоки на братята Зелинко. Учи в гимназията във Виена. Следва филология и история в продължение на няколко семестъра във Виенския университет. След това работи като журналист, включително като австрийски кореспондент за френското списание „L'Intransigeant“.
Първият ѝ роман „Ich war ein häßliches Mädchen“ (Бях грозно момиче) е издаден през 1937 г. Той е оценен високо от критиката и е преведен на дванадесет езика. През 1955 г. е екранизиран в едноименния филм.
През 1937 г., докато е в Женева, за да вземе интервюта с политици, се срещна с датския дипломат Ерлинг Кристиансен на международна студентска конференция. Омъжва се за него през 1938 г. и живеят в Копенхаген, Стокхолм, Париж и Лондон. Чрез брака си става датска гражданка, и се установява в Дания през 1939 г.
Вторият ѝ роман „Morgen ist alles besser“ (Утре всичко ще бъде по-добре), а през 1940 г. е издаден романа ѝ „Heute heiratet mein Mann“ (Днес съпругът ми се жени).
Когато Дания е окупирана от германците по време на Втората световна война, тя се включва към съпротивителното движение и за кратко е задържана от Гестапо през 1943 г. След това тя и съпругът ѝ бягат в Швеция с риболовна лодка и работят за информационна агенция в Стокхолм. Към края на войната тя работи като преводач за организацията за помощ на Червения кръст.
През 1948 г. се ражда синът им Микаел, който загива в катастрофа в ранна възраст.
През 1952 г. е издаден последният ѝ роман „Дезире“, който е посветен на забележителната биография на Дезире Клари, художествена история за шеметния възход на едно обикновено момиче и очарователна любовна история на фона на грандиозните исторически събития от времето на Великата френска буржоазна революция, които променят Европа. Романът е преведен на над 25 езика по света. Посветен е на сестра ѝ Лизелот, която е убита от нацистите. През 1954 г. е екранизиран в едноименния филм с участието на Марлон Брандо и Джийн Симънс.
Романите ѝ са адаптирани към филми и всички са преведени на множество езици.
Анемари Зелинко умира на 28 юли 1986 г. в Копенхаген, Дания.
Оставя значително състояние на фонда „Annemarie og Erling Kristiansens“, чрез който се отпускат стипендии на млади служители на датското външно министерство и на студенти по икономика в университета в Копенхаген.

## Произведения
- Ich war ein häßliches Mädchen (1937)
- Morgen ist alles besser (1939)
- Heute heiratet mein Mann (1940)
- Désirée (1952) – за Дезире Клари
Дезире, изд.: „Емас“, София (2011), прев. Величка Стефанова

### Екранизации
- 1939 Morgen gaat 't beter! – по романа „Morgen wird alles besser“
- 1943 I dag gifter sig min man – по романа „Heut heiratet mein Mann“
- 1948 Morgen ist alles besser – по романа
- 1954 Дезире, Désirée – по романа
- 1955 Ich war ein häßliches Mädchen – по романа
- 1956 Heute heiratet mein Mann – по романа „Heute heiratet mein Mann“
- 1957 Es wird alles wieder gut – по романа „Morgen wird alles besser“
- 2006 Heute heiratet mein Mann